# Delaware Army National Guard
La Delaware Army National Guard è una componente della Riserva militare della Delaware National Guard, inquadrata sotto la U.S. National Guard. Il suo quartier generale è situato presso la città di New Castle.

## Organizzazione
Attualmente, al 1 Gennaio 2018, sono attivi i seguenti reparti :

### Joint Forces Headquarters
- JFHQ, Army Element
- 1981st Support Detachment
- Medical Detachment
- Recruiting and Retention Command
- Mobilization Command
- 31st Civil Support Team - Smyrna

### 72nd Troop Command
- Headquarters & Headquarters Company - Wilmington
- 721st Troop Command Battalion
  -  Headquarters & Headquarters Company - Milford
  -  262nd Maintenance Company - Dagsboro
  -  1049th Transportation Company (Light-Medium Truck) - Seaford
  - 150th Engineer Detachment
  -  153rd Military Police Company
  -  160th Engineer Company (-) (Vertical Construction) - Newark
    - Detachment 1 - New Jersey Army National Guard
    - Detachment 2 - New Hampshire Army National Guard

  - 287th Army Band
  - 101st Public Affairs Detachment
  - Aviation Support Facility #1 - New Castle
  - Detachment 1, Company C (-) (MEDEVAC), 1st Battalion, 126th Aviation Regiment (General Support) - Equipaggiato con 4 HH-60L 
  - Detachment 1, Company G (-) (MEDEVAC), 1st Battalion, 126th Aviation Regiment (General Support) - Equipaggiato con 3 HH-60L 
  - Detachment 3, Company A (CAC), 3rd Battalion, 238th Aviation Regiment (General Support) - Equipaggiato con 8 UH-60L 
    - Detachment 1, HHC, 3rd Battalion, 238th Aviation Regiment (General Support)

  - Detachment 7, Operational Support Airlift Command - Wilmington - Equipaggiata con 1 C-12T

### 261st Theater Tactical Signal Brigade
- Headquarters & Headquarters Company - Smyrna
- 198th Expeditionary Signal Battalion
  -  Headquarters & Headquarters Company - Wilmington
  -  Company A - Georgetown
  - Company B - South Carolina Army National Guard
  -  Company C - Smyrna